# Vráble
Vráble (mađarski: Verebély) je grad u Nitranskom kraju u zapadnoj Slovačkoj. Grad upravno pripada Okrugu Nitra. 

## Zemljopis
Vráble se nalazi na rijeci Žitavi, oko 20 km jugoistočno od Nitre.
Grad se sastoji od tri dijela: Vráble te bivših sela Dyčka i Horný Ohaj (obadva pripojena gradu 1975. godine).

## Povijest
Najstariji dokazi o naselju Vráble dolazi iz neolitskog doba (6000-2000 godina prije Krista). Prvi pisani spomen grada je iz 1265. godine kao Verebel. Grad je sačuvao poljoprivredne karakteristike iz 19. i 20. stoljeća. Ekonomski razvoj je uticao na arhitekturu grada. Nakon raspada Austro-Ugarske 1918. godine grad je postao dio Čehoslovačke i dobilo status općine. Nakon prve Prve bečke arbitraže grad je od 1938. do 1945. ponovo dio bio Mađarske.

## Stanovništvo
| Godina:     | 1993. | 2003.   | 2013.   | 2023.   |
| ----------- | ----- | ------- | ------- | ------- |
| Broj ljudi: | 9608  | 9501    | 8843    | 8323    |
| Razlika:    |       | -1,11 % | -6,92 % | -5,88 % |

| Godina:     | 2022. | 2023.   |
| ----------- | ----- | ------- |
| Broj ljudi: | 8432  | 8323    |
| Razlika:    |       | -1,29 % |

Prema popisu stanovništva iz 2001. godine grad je imao 9.493 stanovnika.

### Etnički sastav
- Slovaci - 93,32%
- Mađari - 4,69%
- Romi - 0,78%
- Česi -  0,55%

### Religija
- rimokatolici - 88,41%
- ateisti - 8,53%
- luterani - 0,63%

## Vanjske poveznice
- Službena stranica grada

### Ostali projekti
|  | Zajednički poslužitelj ima još gradiva o temi Vráble |